# 27 sierpnia
27 sierpnia jest 239. (w latach przestępnych 240.) dniem w kalendarzu gregoriańskim. Do końca roku pozostaje 126 dni.

## Święta
- Imieniny obchodzą: Amadea, Amadeusz, Cezariusz, Cezary, Dominik, Fortunat, Gebhard, Honorat, Jan, Józef, Liceria, Liceriusz, Małgorzata, Manea, Marcelin, Monika, Przybymir, Rufus, Sabinian i Serapion.
- Mołdawia – Święto Niepodległości
- Starożytny Rzym – Volturnalia, święto Volturnusa
- Wspomnienia i święta w Kościele katolickim[1][2] obchodzą:
  - św. Cezary z Arles (biskup)
  - bł. Dominik od Matki Bożej (prezbiter)
  - św. Jan z Pawii (biskup)
  - bł. Maria Pilar Izquierdo Albero (zakonnica)
  - św. Monika (matka św. Augustyna)

## Wydarzenia w Polsce

Rodło – symbol Związku Polaków w Niemczech

- 1492 – Jan I Olbracht został wybrany na króla Polski.
- 1595 – Podczas wyprawy hetmana wielkiego koronnego Jana Zamoyskiego do Mołdawii wojska polskie zdobyły Chocim.
- 1652 – Kleck i Kopyl otrzymały od króla Jana Kazimierza przywileje lokacyjne na mocy prawa magdeburskiego wraz z herbami miejskimi.
- 1672 – Wojna polsko-turecka: kapitulacja Kamieńca Podolskiego.
- 1806 – Spłonął niemal doszczętnie zamek w Prudniku, z wyjątkiem Wieży Woka, która jest jedyną pozostałością po nim.
- 1813 – W czasie największej powodzi w historii Krakowa Wisła zerwała Most Karola.
- 1906 – Udany zamach przeprowadzony przez bojowców PPS na generał-gubernatora Warszawy i guberni warszawskiej Nikołaja Wonlarlarskiego.
- 1914 – Sformowano Legion Zachodni w Krakowie i Legion Wschodni we Lwowie.
- 1920 – Wojna polsko-bolszewicka: uciekający po przegranej Bitwie Warszawskiej sowieci przekazali Wilno Litwinom.
- 1932 – Arcybiskup metropolita wrocławski kardynał Adolf Bertram dokonał w Raciborzu koronacji cudownego obrazu Matki Bożej Raciborskiej.
- 1939 – W rozegranym na Stadionie Wojska Polskiego w Warszawie swym ostatnim przed wybuchem wojny meczu Polska pokonała Węgry 4:2.
- 1941:
  - Adolf Hitler i Benito Mussolini przylecieli do Krosna skąd udali się do wsi Stępina na inspekcję wojsk niemiecko-włoskich.
  - W Kamieńcu Podolskim Niemcy dokonali masakry 23 600 miejscowych i węgierskich Żydów (27–28 sierpnia).
- 1942 – Sicherheitspolizei przy pomocy żandarmerii, Ordnungspolizei z Tarnopola oraz ukraińskiej i żydowskiej policji przeprowadziły pierwszą akcję deportacji Żydów z getta w Czortkowie koło Tarnopola do obozu śmierci w Bełżcu. Wszystkich Żydów spędzono na plac targowy, zabijając w tym czasie ponad 300 z nich.
- 1944 – 27. dzień powstania warszawskiego: reorganizacja polskich oddziałów obrony Starego Miasta.
- 1945 – Ukazało się pierwsze wydanie dolnośląskiego dziennika „Słowo Polskie”.
- 1946:
  - Przed Najwyższym Trybunałem Narodowym stanął Amon Göth, jeden z największych zbrodniarzy nazistowskich, m.in. komendant obozu koncentracyjnego Plaszow oraz likwidator gett żydowskich w Krakowie i Tarnowie.
  - Założono Aeroklub Warmińsko-Mazurski.
- 1971 – Premiera komedii filmowej Nie lubię poniedziałku w reżyserii Tadeusza Chmielewskiego.
- 1973 – W katastrofie kolejowej pod Radkowicami koło Kielc zginęło 14 osób, a 24 zostały ranne.
- 1978 – Dokonano oblotu samolotu rolniczego PZL M18 Dromader.
- 2003 – Prezydent RP Aleksander Kwaśniewski odsłonił Pomnik Lotników Polskich na Polu Mokotowskim w Warszawie.
- 2005 – Odbył się ingres arcybiskupa metropolity krakowskiego Stanisława Dziwisza do katedry wawelskiej.
- 2013 – Premiera wojennego dokumentu fabularyzowanego Radosław w reżyserii Małgorzaty Bramy.

## Wydarzenia na świecie
- 479 p.n.e. – II wojna perska: zwycięstwo wojsk greckich nad perskimi w bitwie pod Platejami.
- 1105 – W III bitwie pod Ar-Ramlą król Jerozolimy Baldwin I pokonał Egipcjan, samemu ponosząc dotkliwe straty. Bitwa ta zakończyła wielkie kampanie Fatymidów przeciwko Baldwinowi.
- 1172 – Król Anglii Henryk Młody Król poślubił Małgorzatę, córkę króla Francji Ludwika VII.
- 1301 – Przyszły król Czech i niekoronowany król Polski Wacław III został koronowany a katedrze w Székesfehérvárze na króla Węgier z jednoczesnym przyjęciem imienia Władysław V.
- 1310 – Karol Robert został koronowany w katedrze w Székesfehérvárze na króla Węgier.
- 1382 – Zdobycie Moskwy przez Tochtamysza.
- 1388 – Zwycięstwo wojsk bośniackich nad tureckimi w bitwie pod Bileća.
- 1597 – Wojna japońsko-koreańska: zwycięstwo floty japońskiej w bitwie w Cieśninie Chilcheollyang.
- 1610 – II wojna polsko-rosyjska: pod Moskwą hetman wielki koronny Stanisław Żółkiewski zawarł w imieniu królewicza Władysława Wazy układ z bojarami i zaprzysiągł warunki jego elekcji na cara Rosji.
- 1618 – Po śmierci swego chorego umysłowo teścia księcia pruskiego Albrechta Fryderyka Hohenzollerna sprawujący regencję w Prusach Książęcych elektor brandenburski Jan Zygmunt Hohenzollern połączył oba kraje tworząc Brandenburgię-Prusy.
- 1626 – Wojna trzydziestoletnia: zwycięstwo wojsk niemieckich nad duńskimi w bitwie pod Lutter am Barenberge.
- 1661 – VI wojna wenecko-turecka: zwycięstwo floty wenecko-maltańskiej w bitwie morskiej pod Milos.
- 1664:
  - Angielskie okręty wojenne wpłynęły do portu Nowy Amsterdam (ob. Nowy Jork), zmuszając do kapitulacji i przejmując kontrolę nad holenderską kolonią Nowe Niderlandy.
  - Powstała Francuska Kompania Wschodnioindyjska.
- 1689 – Rosja i Chiny zawarły Traktat nerczyński, będący pierwszym porozumieniem w sprawie wspólnej granicy na rzece Amur.
- 1731 – W Lipsku odbyła się premiera kantaty religijnej Dziękujemy Ci Boże, dziękujemy Ci Johanna Sebastiana Bacha.
- 1748 – W Paryżu odbyła się premiera opery Pigmalion z muzyką Jeana-Philippe’a Rameau i librettem Ballota de Sauvota.
- 1776 – Wojna o niepodległość Stanów Zjednoczonych: zwycięstwo wojsk brytyjskich w bitwie na Long Island.
- 1783 – Jacques Charles wypuścił w Paryżu pierwszy balon napełniony wodorem.
- 1791 – Przyjęciem deklaracji skierowanej przeciwko rewolucji francuskiej zakończyła się konferencja w Pillnitz, z udziałem cesarza Leopolda II Habsburga i króla Prus Fryderyka Wilhelma II.
- 1798 – Rewolucja irlandzka: zwycięstwo wojsk irlandzko-francuskich nad brytyjskimi w bitwie pod Castlebar.
- 1805 – Podczas powstania antytureckiego prawosławny arcybiskup Mateja Nenadović został pierwszym premierem Serbii.
- 1810:
  - Kampania na Mauritiusie: zwycięstwo floty francuskiej nad brytyjską w bitwie koło Grand Port.
  - Wojna na Półwyspie Iberyjskim: wojska francuskie zdobyły portugalską Almeidę.
- 1813:
  - Początek powodzi, która przeszła przez Węgry, Polskę, Niemcy i Czechy, przyczyniając się do załamania kampanii napoleońskiej na Śląsku.
  - VI koalicja antyfrancuska: zwycięstwo wojsk francuskich nad austriacko-rosyjsko-pruskimi w bitwie pod Dreznem.
- 1816 – Royal Navy dokonała bombardowania bazy piratów w Algierze, niszcząc całą ich flotę i zabijając około 6 tysięcy osób w porcie i mieście.
- 1818 – Założono miasto Cradock w dzisiejszej RPA.
- 1820 – Josef Naus wspiął się jako pierwszy na najwyższy szczyt Niemiec Zugspitze (2962 m) w Alpach Bawarskich.
- 1828 – W traktacie z Montevideo Argentyna i Brazylia uznały niepodległość Urugwaju.
- 1832 – Kapitulacja Indian przed armią amerykańską kończąca wojnę Czarnego Jastrzębia.
- 1859 – Edwin L. Drake i William A. Smith w Titusville w Pensylwanii wydobyli po raz pierwszy ropę naftową przy pomocy odwiertu. Do tego czasu ropę pozyskiwano z naturalnych wycieków.
- 1863 – W Petersburgu uruchomiono pierwszą linię tramwaju konnego.
- 1874 – Na konferencji w Brukseli przyjęto deklarację proponującą zakaz stosowania broni trującej.
- 1879 – Powstała Narodna Wola, pierwsza rosyjska organizacja rewolucyjna.
- 1883 – Erupcja wulkanu Krakatau leżącego między Jawą a Sumatrą spowodowała olbrzymie (40 m) fale tsunami, które pochłonęły 36 tys. ofiar.
- 1884 – Została utworzona Niemiecka Afryka Południowo-Zachodnia.
- 1895 – Uruchomiono komunikację tramwajową w Bratysławie.
- 1896 – W wyniku najkrótszego w historii (trwał 45 minut) międzynarodowego konfliktu zbrojnego został obalony przez Brytyjczyków proniemiecki sułtan Zanzibaru Chalid ibn Barghasz.
- 1900 – II wojna burska: zwycięstwo wojsk brytyjskich nad burskimi w bitwie pod Bergendalem.
- 1909 – Około 4 tys. osób zginęło w Meksyku w wyniku uderzenia huraganu Monterrey.
- 1911 – Założono holenderski klub piłkarski FC Wageningen.
- 1916 – I wojna światowa: Rumunia przystąpiła do wojny po stronie Ententy.
- 1922:
  - 51% spośród głosujących w referendum obywateli Szwecji opowiedziało się przeciwko wprowadzeniu prohibicji.
  - Założono Związek Polaków w Niemczech.
- 1923 – W greckim mieście Janina nieznani sprawcy zamordowali 5 włoskich członków międzynarodowej komisji granicznej, co doprowadziło do włoskiej interwencji wojskowej na wyspie Korfu.
- 1928 – Ministrowie spraw zagranicznych Francji i USA podpisali układ Brianda-Kellogga, zakazujący prowadzenia wojny napastniczej.
- 1930 – Po obaleniu prezydenta Peru Augusta B. Leguíi władzę w kraju oficjalnie przejęła tymczasowa junta rządowa.
- 1932 – Amerykanin Leo Sexton ustanowił rekord świata w pchnięciu kulą (16,17 m).
- 1939 – Dokonano oblotu pierwszego samolotu z napędem turboodrzutowym – niemieckiego He-178.
- 1941:
  - Atak Niemiec na ZSRR: rozpoczęła się ewakuacja Tallinna.
  - Bitwa o Atlantyk: na południe od Islandii Brytyjczycy zaatakowali i zdobyli niemiecki okręt podwodny U-570, który po wyremontowaniu służył w Royal Navy jako HMS „Graph”.
  - Mohammad Ali Foroughi został po raz trzeci premierem Iranu.
- 1943:
  - Prezydent Francji w latach 1932–1940 Albert Lebrun został aresztowany przez Gestapo i internowany na zamku w Tyrolu.
  - Premiera amerykańskiego filmu Straż nad Renem w reżyserii Hermana Shumlina.
- 1945 – Ukazało się pierwsze wydanie austriackiego dziennika „Kurier” (jako „Wiener Kurier”).
- 1952 – RFN uzgodniła z Izraelem wysokość odszkodowań wojennych na 3 miliardy marek niemieckich.
- 1953:
  - Hiszpania i Stolica Apostolska zawarły konkordat.
  - Premiera amerykańskiej komedii romantycznej Rzymskie wakacje w reżyserii Williama Wylera.
- 1955 – Ukazało się pierwsze wydanie Księgi Rekordów Guinnessa.
- 1959 – W Chicago rozpoczęły się III Igrzyska Panamerykańskie.
- 1961 – Benyoucef Benkhedda został premierem Algierii.
- 1963 – 18 górników zginęło w wyniku eksplozji metanu w kopalni soli potasowej koło Moab w amerykańskim stanie Utah.
- 1965 – Elvis Presley spotkał się w swej rezydencji z muzykami grupy The Beatles.
- 1972 – Wystartował drugi chorwacki kanał telewizyjny HRT 2.
- 1975 – Zdetronizowany ostatni cesarz Etiopii Hajle Syllasje został zamordowany przez etiopską służbę bezpieczeństwa.
- 1976 – Raymond Barre został premierem Francji.
- 1979 – IRA przeprowadziła udany zamach na kuzyna królowej Elżbiety II, lorda i ostatniego wicekróla Indii Louisa Mountbattena. W drugim zamachu przeprowadzonym tego dnia w północnoirlandzkim Warrenpoint zginęło 18 brytyjskich żołnierzy.
- 1980 – W Hamzieh w Libanie ostrzelano limuzynę ambasadora USA Johna Gunthera Deana.
- 1981 – W katastrofie samolotu Vickers Viscount w Kolumbii zginęło 50 osób.
- 1985 – Gen. Ibrahim Babangida obalił prezydenta Nigerii Muhammadu Buhariego.
- 1987 – Na Filipinach doszło do nieudanej próby obalenia przez wojsko prezydent Corazon Aquino.
- 1990 – Amerykański gitarzysta Stevie Ray Vaughan, który brał udział w tournée Erica Claptona oraz dwóch członków ekipy technicznej zginęło w katastrofie helikoptera w East Troy w amerykańskim stanie Wisconsin.
- 1991:
  - Mołdawia proklamowała niepodległość (od ZSRR).
  - Został zlikwidowany główny program informacyjny telewizji radzieckiej Wriemia. Reaktywowano go 3 lata później w Telewizji Rosyjskiej.
- 1992 – 84 osoby zginęły w katastrofie lotu Aerofłot 2808 w rosyjskim Iwanowie.
- 2000:
  - Abdiqasim Salad Hassan został wybrany na urząd prezydenta Somalii przez rząd emigracyjny w Dżibuti.
  - Ali Benflis został premierem Algierii.
  - W pożarze wieży telewizyjnej Ostankino w Moskwie zginęły 3 osoby.
- 2001 – W Macedonii rozpoczęła się operacja „Essential Harvest” wielonarodowej brygady NATO.
- 2003 – Robert Korzeniowski zdobył podczas IX Mistrzostw Świata w Lekkoatletyce w Paryżu złoty medal w chodzie na 50 km, ustanawiając rekord świata czasem 3:36:03.
- 2004 – Została odkryta Kometa Machholza.
- 2005:
  - W stolicy Tatarstanu Kazaniu uruchomiono metro.
  - W szwedzkim Malmö został oddany do użytku Turning Torso, trzeci pod względem wysokości (190 m) wieżowiec mieszkalny w Europie.
- 2006 – 49 osób zginęło w katastrofie lotu Comair 5191 w Lexington w amerykańskim stanie Kentucky.
- 2010 – Weszła w życie nowa konstytucja Kenii.
- 2011 – W stolicy Libii Trypolisie zdemontowano pomnik przedstawiający pięść zgniatającą amerykański samolot myśliwski.
- 2015 – Wasiliki Tanu została pierwszą kobietą-premierem Grecji.
- 2016 – Jusuf asz-Szahid został premierem Tunezji.

## Eksploracja kosmosui zdarzenia astronomiczne
- 1962 – Wystrzelono amerykańską sondę wenusjańską Mariner 2.
- 1966 – Radziecka sonda Łuna 11 weszła na orbitę Księżyca i została jego trzecim sztucznym satelitą.
- 2003 – Wielka opozycja Marsa, który znalazł się najbliżej Ziemi (55 758 006 km) od prawie 60 tysięcy lat.

## Urodzili się
- 1407 – Yoshikazu Ashikaga, japoński siogun (zm. 1425)
- 1471 – Jerzy Brodaty, książę Saksonii (zm. 1539)
- 1525 – Francesco Maria Tarugi, włoski duchowny katolicki, arcybiskup Awinionu i arcybiskup Sieny, kardynał (zm. 1608)
- 1542 – Jan Fryderyk, książę wołogoski i szczeciński (zm. 1600)
- 1545 – Aleksander Farnese, książę Parmy, namiestnik Niderlandów Habsburskich (zm. 1592)
- 1597 – Agostino Spinola Basadone, włoski duchowny katolicki, arcybiskup Sewilli, kardynał (zm. 1649)
- 1624 – Zheng Chenggong, chiński wojskowy, polityk (zm. 1662)
- 1637 – Charles Calvert, angielski arystokrata, kolonizator, właściciel i gubernator prowincji Maryland (zm. 1715)
- 1644 – Hieronymus Jennerich, niemiecki organista, kompozytor (zm. 1698)
- 1669 – Maria Anna Orleańska, królowa Sabaudii i Sardynii (zm. 1728)
- 1685 – Efraim Oloff, polski duchowny luterański, uczony pochodzenia duńskiego (zm. 1735)
- 1698 – Baal Szem Tow, twórca chasydyzmu polskiego (zm. 1760)
- 1700 – Carl Hårleman, szwedzki architekt (zm. 1753)
- 1704 – Christoph Gottlieb Fröber, niemiecki kompozytor (zm. 1759)
- 1710:
  - Joseph Tiefenthaler, austriacki jezuita, misjonarz, geograf (zm. 1785)
  - Giuseppe Vasi, włoski rytownik, architekt (zm. 1782)
- 1717 – Francesco Saverio de Zelada, włoski kardynał pochodzenia hiszpańskiego (zm. 1801)
- 1720 – Jakub Abbondo, włoski duchowny katolicki, błogosławiony (zm. 1788)
- 1730 – Johann Georg Hamann, niemiecki filozof, teolog (zm. 1788)
- 1761 – Armand Philippon, francuski generał (zm. 1836)
- 1770 – Georg Wilhelm Friedrich Hegel, niemiecki filozof (zm. 1831)
- 1776 – Barthold Georg Niebuhr, duńsko-niemiecki historyk, ekspert finansowy, polityk, dyplomata (zm. 1831)
- 1781 – Finnur Magnússon, islandzki filolog, archeolog (zm. 1874)
- 1785 – Agustín Gamarra, peruwiański wojskowy, polityk, prezydent Peru (zm. 1841)
- 1787 – Leopold Ludwik Starzeński, polski hrabia, ziemianin, polityk (zm. 1860)
- 1789 – Józef, książę Saksonii-Altenburg (zm. 1868)
- 1795 – William A. Richardson, brytyjsko-amerykański przedsiębiorca (zm. 1856)
- 1798 – Franciszek Ludwik Frezer, polski pułkownik, uczestnik powstania listopadowego, polityk (zm. 1845)
- 1801 – Klaudyna Potocka, polska szlachcianka, patriotka (zm. 1836)
- 1802 – Alessandro Poerio, włoski wojskowy, prozaik, poeta (zm. 1848)
- 1809 – Hannibal Hamlin, amerykański polityk, wiceprezydent USA (zm. 1891)
- 1813 – Giovanni Luppis, włoski oficer marynarki austro-węgierskiej, wynalazca (zm. 1875)
- 1819:
  - Julijan Ławriwski, ukraiński działacz społeczny, prawnik, sędzia (zm. 1873)
  - August Piskorski, polski białoskórnik (zm. 1889)
- 1820 – Charles de Salaberry, kanadyjski oficer, administrator (zm. 1882)
- 1829 – Johann Ludwig Wilhelm Thudichum, niemiecko-brytyjski lekarz, biochemik (zm. 1901)
- 1835:
  - Thomas Burberry, brytyjski sukiennik, handlowiec (zm. 1926)
  - Nicolae Haralambie, rumuński generał brygady, polityk (zm. 1908)
  - Albijn Van den Abeele, belgijski malarz naiwny (zm. 1918)
- 1836 – Piotr Boborykin, rosyjski pisarz, krytyk i historyk literatury (zm. 1921)
- 1837 – Franciszek Teck, członek brytyjskiej rodziny królewskiej (zm. 1900)
- 1849 – Ivan Rendić, chorwacki rzeźbiarz (zm. 1932)
- 1850 – Augusto Righi, włoski fizyk, wykładowca akademicki (zm. 1920)
- 1853 – Ivan Milčetić, chorwacki naukowiec, folklorysta, pisarz (zm. 1921)
- 1856 – Iwan Franko, ukraiński poeta, prozaik, slawista, tłumacz, działacz społeczny, polityk (zm. 1916)
- 1858 – Giuseppe Peano, włoski matematyk, logik (zm. 1932)
- 1860 – Louis Henri Vaquez, francuski kardiolog (zm. 1936)
- 1862 – Abram Archipow, rosyjski malarz (zm. 1930)
- 1864 – Helena Patursson, farerska pisarka (zm. 1916)
- 1865:
  - James Breasted, amerykański archeolog, historyk, egiptolog (zm. 1935)
  - Giacomo Orefice, włoski kompozytor, pianista, krytyk muzyczny (zm. 1922)
  - Charles Gates Dawes, amerykański polityk, wiceprezydent USA, laureat Pokojowej Nagrody Nobla (zm. 1951)
- 1867 – Cezary Russjan, polski matematyk (zm. 1935)
- 1870:
  - Amado Nervo, meksykański poeta, dyplomata (zm. 1919)
  - Peter Norbeck, amerykański polityk, senator (zm. 1936)
- 1871 – Theodore Dreiser, amerykański pisarz (zm. 1945)
- 1874:
  - Carl Bosch, niemiecki chemik, laureat Nagrody Nobla (zm. 1940)
  - John Burt, nowozelandzki rugbysta (zm. 1933)
- 1878 – Piotr Wrangel, rosyjski generał, dowódca białej armii (zm. 1928)
- 1880:
  - Bronisława Broniczówna, polska aktorka (zm. 1945)
  - Jerzy Zdziechowski, polski ekonomista, polityk, minister skarbu (zm. 1975)
- 1882:
  - Jaroslav Křička, czeski kompozytor, dyrygent, pedagog (zm. 1969)
  - Hubert Marischka, austriacki reżyser filmowy (zm. 1959)
- 1884:
  - Vincent Auriol, francuski polityk, prezydent Francji (zm. 1966)
  - Liudas Gira, litewski pisarz, krytyk literacki, publicysta pochodzenia polsko-niemieckiego (zm. 1946)
- 1885 – Piotr Choynowski, polski pisarz (zm. 1935)
- 1886:
  - Rebecca Clarke, brytyjska kompozytorka, altowiolistka pochodzenia amerykańsko-niemieckiego (zm. 1979)
  - Angela Piskernik, austriacko-jugosłowiańska botanik (zm. 1967)
- 1888 – Czesław Jarnuszkiewicz, polski generał brygady (zm. 1988)
- 1889 – Roman Górecki, polski generał brygady, prawnik, polityk, minister przemysłu i handlu (zm. 1946)
- 1890:
  - Man Ray, amerykański fotografik, malarz, reżyser (zm. 1976)
  - Romuald Wermiński, polski pułkownik pilot (zm. 1919)
  - Cyprian Witte, niemiecki duchowny katolicki, prefekt apostolski Środkowej Norwegii (zm. 1944)
- 1893:
  - Viktoras Gailius, litewski polityk (zm. 1956)
  - Robert Gascoyne-Cecil, brytyjski arystokrata, polityk (zm. 1972)
  - Victor Heerman, brytyjski reżyser filmowy (zm. 1977)
- 1894:
  - André Lurçat, francuski architekt, urbanista (zm. 1970)
  - Kazimierz Wierzyński, polski poeta, prozaik, eseista (zm. 1969)
- 1895:
  - Vladas Kurkauskas, litewski wojskowy, polityk, dyplomata (zm. 1970)
  - Kazimierz Schmidt, polski rotmistrz obserwator (zm. 1968)
  - Edmund Słuszkiewicz, polski porucznik, antykwariusz, prozaik, poeta, tłumacz (zm. 1980)
- 1896:
  - Peter Jamvold, norweski żeglarz sportowy (zm. 1962)
  - Jan Mazurkiewicz, polski generał brygady, uczestnik powstania warszawskiego, działacz kombatancki (zm. 1988)
  - Antoni Suracki, sierżant Wojska Polskiego (zm. 1928)
- 1897:
  - Witold Ryszard Korsak, polski dyplomata (zm. 2003)
  - Stefan Rosada, polski prawnik, notariusz, polityk, senator RP (zm. 1974)
- 1898:
  - Bolesław Kontrym, polski komisarz policji, major, cichociemny, żołnierz AK (zm. 1953)
  - Dora Rawska-Kon, polsko-izraelska malarka (zm. 1989)
- 1899:
  - C.S. Forester, brytyjski pisarz (zm. 1966)
  - Bronisław Witkowski, polski saneczkarz (zm. 1971)
- 1900:
  - Bolesław Jus, polski kapitan piechoty (zm. 1944)
  - Hermann von Valta, niemiecki bobsleista (zm. 1968)
- 1901:
  - Zbigniew Dziewoński, polski hydrotechnik, profesor nauk technicznych (zm. 1983)
  - Jean Etcheberry, francuski rugbysta (zm. 1982)
  - Aleksandr Szeriemietjew, radziecki polityk (zm. 1985)
- 1902:
  - Virginie Ambougou, gabońska przywódczyni plemienna, arystokratka i polityczka (zm. 1992)
  - Jurij Janowski, ukraiński prozaik, poeta (zm. 1954)
  - Stanisław Streich, polski duchowny katolicki (zm. 1938)
- 1903:
  - Leon Gomolicki, polski poeta, prozaik, krytyk i historyk literatury, grafik (zm. 1988)
  - Ferenc Keserű, węgierski piłkarz wodny (zm. 1968)
  - Natalija Sac, rosyjska reżyserka teatralna, dramatopisarka, pedagog (zm. 1993)
- 1904:
  - Arthur Francis Fox, australijski duchowny katolicki, biskup pomocniczy Melbourne, biskup Sale (zm. 1997)
  - Piotr Ładanow, radziecki polityk (zm. 1989)
  - Władimir Makogonow, azerski szachista, trener pochodzenia rosyjskiego (zm. 1993)
- 1905:
  - Heinz Lammerding, niemiecki SS-Gruppenführer, zbrodniarz wojenny (zm. 1971)
  - Stefan Miedziński, polski aktor (zm. 1992)
  - Jan Pohorski, polski prawnik, sędzia, polityk, poseł na Sejm PRL (zm. 1988)
- 1906:
  - Ed Gein, amerykański seryjny morderca (zm. 1984)
  - Eino Penttilä, fiński lekkoatleta, oszczepnik (zm. 1982)
  - Edmund Wojtyła, polski lekarz, brat Karola (zm. 1932)
- 1907:
  - Alphonse Schepers, belgijski kolarz szosowy (zm. 1984)
  - Bolesław Wasylewski, polski dziennikarz, uczestnik powstania warszawskiego (zm. 1944)
- 1908:
  - Donald Bradman, australijski krykiecista (zm. 2001)
  - Lyndon B. Johnson, amerykański polityk, wiceprezydent i prezydent USA (zm. 1973)
- 1909:
  - Kaarel Ird, estoński aktor, reżyser teatralny, pedagog (zm. 1986)
  - Sylvère Maes, belgijski kolarz szosowy (zm. 1966)
  - Eugeniusz Morski, polski poeta, tłumacz (zm. 1975)
  - Andrij Piasećkyj, ukraiński inżynier-leśnik, polityk (zm. 1942)
  - Charles Pozzi, francuski kierowca wyścigowy pochodzenia włoskiego (zm. 2001)
  - Leo Sexton, amerykański lekkoatleta, kulomiot (zm. 1968)
  - Lester Young, amerykański saksofonista i kompozytor jazzowy (zm. 1959)
- 1910:
  - Delko Bogdanić, chorwacki pułkownik (zm. 1945)
  - Kemal Faruki, turecki piłkarz (zm. 1988)
  - Leszek Kowalewski, polski porucznik rezerwy artylerii (zm. 1943)
- 1911:
  - Czesław Domagała, polski polityk, poseł na Sejm PRL (zm. 1998)
  - Johnny Eck, amerykański aktor, uczestnik pokazów dziwolągów (zm. 1991)
  - Wiktor Jewdokimow, radziecki podpułkownik pilot (zm. 1945)
  - Bluey Wilkinson, australijski żużlowiec (zm. 1940)
- 1912:
  - Jicchak Golan, izraelski polityk (zm. 1991)
  - Jan Kamiński, polski major piechoty (zm. 1944)
  - Jerzy Rozwadowski, polski porucznik AK, pisarz i dziennikarz emigracyjny (zm. 1999)
- 1913:
  - Nikołaj Arczakow, radziecki podpułkownik pilot (zm. 1961)
  - Jan Elsner, polski podporucznik rezerwy pilot (zm. 1939)
  - Alfred Löpfe, szwajcarski slawista, tłumacz (zm. 1981)
  - Nina von Stauffenberg, niemiecka hrabina (zm. 2006)
- 1914:
  - Jerzy Ignatowicz, polski prawnik, wykładowca akademicki (zm. 1997)
  - Paweł Łysek, polski pisarz i etnograf emigracyjny (zm. 1978)
  - Jan Włoch, polski kleryk, męczennik, Sługa Boży (zm. 1940)
- 1915:
  - Walter Heller, amerykański ekonomista (zm. 1987)
  - Miron Jefimow, radziecki podpułkownik pilot (zm. 2013)
  - Norman F. Ramsey, amerykański fizyk, laureat Nagrody Nobla (zm. 2011)
  - Aleksandr Sołdatow, radziecki polityk, dyplomata (zm. 1999)
- 1916:
  - Jerzy Nofer, polski doktor nauk medycznych (zm. 1981)
  - Martha Raye, amerykańska aktorka komediowa, piosenkarka (zm. 1994)
  - Herbert Stein, amerykański ekonomista pochodzenia żydowskiego (zm. 1999)
  - Jerzy Kamil Weintraub, polski poeta, publicysta, tłumacz (zm. 1943)
- 1918:
  - Marian Dziewoński, polski architekt (zm. 1979)
  - Jelle Zijlstra, holenderski ekonomista, polityk, premier Holandii (zm. 2001)
- 1919 – Krystyna Wyhowska, polska dziennikarka, publicystka (zm. 2008)
- 1920 – Cecylia Wesołowska, polska fizyk, wykładowczyni akademicka (zm. 1998)
- 1921:
  - Henri Guérin, francuski piłkarz, trener (zm. 1995)
  - Leo Penn, amerykański reżyser filmowy (zm. 1998)
  - Paul-Marie Rousset, francuski duchowny katolicki, biskup pomocniczy Lyonu, biskup Saint-Étienne (zm. 2016)
  - Czesław Żak, polski geolog, doktor nauk przyrodniczych (zm. 1992)
- 1922:
  - Henryk Czapczyk, polski piłkarz, żołnierz AK, uczestnik powstania warszawskiego (zm. 2010)
  - Frank Kelly Freas, amerykański rysownik (zm. 2005)
  - Sōsuke Uno, japoński polityk, premier Japonii (zm. 1998)
- 1923 – Giennadij Woroszyłow, radziecki sierżant (zm. 2014)
- 1924:
  - Kim Kuk T’ae, północnokoreański polityk (zm. 2013)
  - Ignas Pikturna, litewski pisarz, publicysta (zm. 2005)
  - Jerzy Płażewski, polski krytyk filmowy, historyk kina (zm. 2015)
- 1925:
  - Zygmunt Broniarek, polski dziennikarz, publicysta (zm. 2012)
  - Andrea Cordero Lanza di Montezemolo, włoski kardynał, nuncjusz apostolski (zm. 2017)
  - Nat Lofthouse, angielski piłkarz (zm. 2011)
- 1926:
  - Paula D’Hondt, belgijska polityk, minister robót publicznych (zm. 2022)
  - Kazimierz Stanisław Leszczyński, polski działacz kulturalny (zm. 2017)
  - Kristen Nygaard, norweski matematyk, polityk (zm. 2002)
  - Tadeusz Pietrzak, polski generał brygady, polityk, wiceminister spraw wewnętrznych, komendant główny MO (zm. 2014)
- 1927:
  - Alessandro D’Ottavio, włoski bokser (zm. 1988)
  - Edward Kurowski, polski pisarz (zm. 2015)
- 1928:
  - Vaidotas Antanaitis, litewski inżynier leśnik, dyplomata, polityk (zm. 2018)
  - Péter Boross, węgierski polityk, premier Węgier
  - Mangosuthu Buthelezi, południowoafrykański polityk, przywódca bantustanu KwaZulu, minister spraw wewnętrznych (zm. 2023)
  - Andrzej Kieruzalski, polski plastyk, lalkarz, chórmistrz, harcmistrz, twórca i kierownik artystyczny zespołu „Gawęda” (zm. 2017)
  - Alicja Sajkiewicz, polska ekonomistka, wykładowczyni akademicka (zm. 2020)
  - Othmar Schneider, austriacki narciarz alpejski, strzelec sportowy (zm. 2012)
  - Osamu Shimomura, japoński biochemik, laureat Nagrody Nobla (zm. 2018)
  - Ján Zachara, słowacki bokser (zm. 2025)
- 1929:
  - Lubow Kozyriewa, rosyjska biegaczka narciarska (zm. 2015)
  - Ira Levin, amerykański pisarz (zm. 2007)
- 1930:
  - Wiktor Abałakin, rosyjski astronom (zm. 2018)
  - Władimir Andriejew, rosyjski aktor (zm. 2020)
  - Ireneusz, serbski duchowny prawosławny, biskup niski, patriarcha Serbii (zm. 2020)
  - Henryk Kostecki, polski polityk, poseł na Sejm PRL (zm. 1999)
  - Gholam Reza Tachti, irański zapaśnik (zm. 1968)
  - Andrzej Wojciechowski, polski trębacz jazzowy, członek zespołu Melomani (zm. 2018)
- 1931:
  - Władimir Brieżniew, radziecki polityk
  - Śri Chinmoy, indyjski filozof, pisarz, malarz, muzyk, jogin, przywódca religijny (zm. 2007)
  - Stanisław Laskus, polski działacz samorządowy i państwowy (zm. 2023)
  - Roman Opałka, polski malarz, grafik (zm. 2011)
  - Piotr Skubiszewski, polski historyk sztuki, wykładowca akademicki
- 1932:
  - Radosław Ostrowicz, polski dziennikarz (zm. 2015)
  - Michel Roos, francuski lekarz, szachista (zm. 2002)
  - Saye Zerbo, burkiński polityk, premier i prezydent Burkiny Faso (zm. 2013)
- 1933:
  - Kerstin Ekman, szwedzka pisarka
  - Jenő Hámori, węgierski szablista
  - John Rumble, kanadyjski jeździec sportowy (zm. 2023)
- 1935 – Adam Kurczyna, polski poeta, aktor, satyryk (zm. 2005)
- 1936:
  - Józef Konieczny, polski pułkownik, inżynier, cybernetyk, prakseolog, filozof (zm. 1984)
  - Lien Chan, tajwański polityk, premier Tajwanu
  - Philippe Labro, francuski pisarz, reporter, reżyser i scenarzysta filmowy (zm. 2025)
  - Jose Ricare Manguiran, filipiński duchowny katolicki, biskup Dipolog
- 1937:
  - Alice Coltrane, amerykańska pianistka, harfistka, kompozytorka (zm. 2007)
  - Iwaniczka Georgiewa, bułgarska historyk, etnolog
  - Tommy Sands, amerykański aktor, piosenkarz
  - Jay Silvester, amerykański lekkoatleta, dyskobol
- 1938:
  - Lech Boguszewicz, polski lekkoatleta, długodystansowiec (zm. 2010)
  - Stojan Kitow, bułgarski piłkarz
- 1939:
  - Waldemar Kurpiński, polski saksofonista jazzowy (zm. 2024)
  - Joe Taylor, amerykański futbolista (zm. 2001)
  - Tüdewijn Üjtümen, mongolski szachista (zm. 1993)
- 1940:
  - Vytautas Briedis, litewski wioślarz (zm. 2019)
  - Enrico Feroci, włoski duchowny katolicki, kardynał
  - Itamar Navildo Vian, brazylijski duchowny katolicki, arcybiskup Feira de Santana
  - Hubert Skupnik, polski piłkarz (zm. 2021)
  - Janis Spiteris, grecki duchowny katolicki, arcybiskup Korfu-Zakintos-Kefaliny
- 1941:
  - Christian von Alvensleben, niemiecki fotograf
  - Trevor Colman, brytyjski polityk (zm. 2022)
  - Kazimierz Romuald Dąbrowski, polski malarz (zm. 1994)
  - Cesária Évora, kabowerdyjska piosenkarka (zm. 2011)
  - János Konrád, węgierski piłkarz wodny, pływak (zm. 2014)
  - Jurij Małyszew, radziecki pułkownik lotnictwa, kosmonauta (zm. 1999)
  - Bohdan Stupka, ukraiński aktor, polityk, minister kultury (zm. 2012)
- 1942:
  - Marion Berry, amerykański polityk
  - Dieter Hoffmann, niemiecki lekkoatleta, kulomiot (zm. 2016)
  - Per Stig Møller, duński polityk
  - Örjan Persson, szwedzki piłkarz
- 1943:
  - Mario Roberto Cassari, włoski duchowny katolicki, arcybiskup, nuncjusz apostolski (zm. 2017)
  - Bob Kerrey, amerykański polityk, senator
  - Marynell Meadors, amerykańska trenerka koszykarska
  - Wolfgang Nordwig, niemiecki lekkatleta, tyczkarz
  - Tuesday Weld, amerykańska aktorka
  - Peter Zurbriggen, szwajcarski duchowny katolicki, arcybiskup, nuncjusz apostolski (zm. 2022)
- 1944:
  - G.W. Bailey, amerykański aktor
  - Tim Bogert, amerykański basista, członek zespołów: Vanilla Fudge, Cactus i Beck, Bogert & Appice (zm. 2021)
  - Jan Bols, holenderski łyżwiarz szybki
  - Anastazy (Mietkin), rosyjski biskup prawosławny
- 1945:
  - Włodzimierz Nowakowski, polski aktor, lektor (zm. 1996)
  - Barbara Trzeciak-Pietkiewicz, polska dziennikarka radiowa i telewizyjna, realizatorka i scenarzystka filmów dokumentalnych (zm. 2024)
- 1946:
  - Marian Kajzerek, polski hokeista
  - Jan Rejczak, polski polityk, poseł na Sejm RP
  - Marc Stenger, francuski duchowny katolicki, biskup Troyes
  - Bruno Tabacci, włoski polityk
- 1947:
  - Barbara Bach, amerykańska aktorka, modelka
  - Antoni Hermanowicz, polski piłkarz, trener (zm. 2016)
  - Aleksander Pałac, polski kompozytor, dziennikarz
  - Mathieu Przedpełski, polski operator filmowy, reżyser i scenarzysta filmów dokumentalnych (zm. 2014)
  - Harry Reems, amerykański aktor i reżyser filmów pornograficznych (zm. 2013)
  - Flossie Wong-Staal, chińska wirusolog, biolog molekularny (zm. 2020)
  - Jan Wyrowiński, polski polityk, poseł na Sejm i senator RP
- 1948:
  - Konstandinos Alisandrakis, grecki fizyk, polityk
  - Christophe Joseph Marie Dabiré, burkiński polityk, premier Burkiny Faso
  - Marj Mitchell, kanadyjska curlerka (zm. 1983)
  - Wiesław Piotr Wójcik, polski historyk, polityk, poseł na Sejm RP
- 1949:
  - Eddy Antoine, haitański piłkarz
  - Miles Goodmann, amerykański kompozytor muzyki filmowej (zm. 1996)
  - Irena Hejduk, polska ekonomistka (zm. 2018)
  - István Kantor, węgierski artysta, twórca performance, video-art i muzyki eksperymentalnej
  - Kim Kwan-jin, południowokoreański generał, polityk
  - Manuel Quintas, portugalski duchowny katolicki, biskup Faro
  - Serge Trinchero, szwajcarski piłkarz
- 1950:
  - Aleksander Mrożek, polski gitarzysta, kompozytor, członek zespołów: Porter Band i Recydywa
  - Neil Murray, brytyjski basista, członek zespołów: Whitesnake i Black Sabbath
  - Cornelia Popa, rumuńska lekkoatletka, wieloboistka
  - Helge Sander, duński dziennikarz, samorządowiec, polityk
  - Elizbar Ubiława, gruziński szachista, trener
- 1951:
  - Buddy Bell, amerykański baseballista
  - Alfred Janc, polski ekonomista (zm. 2021)
  - Andrzej Wosiński, polski prawnik, adwokat, sędzia Trybunału Stanu
- 1952:
  - Krzysztof Panas, polski lekarz, polityk, samorządowiec, prezydent Łodzi
  - Paul Reubens, amerykański aktor, komik, scenarzysta, producent filmowy, animator pochodzenia żydowskiego (zm. 2023)
  - Zbigniew Sobotka, polski polityk, poseł na Sejm RP, wiceminister spraw wewnętrznych i administracji
- 1953:
  - Hieronim Barczak, polski piłkarz
  - Alex Lifeson, kanadyjski gitarzysta, członek zespołu Rush
  - Peter Stormare, szwedzki aktor
- 1954:
  - Julio César Jiménez, urugwajski piłkarz
  - Derek Warwick, brytyjski kierowca wyścigowy
- 1955:
  - Siergiej Chlebnikow, rosyjski łyżwiarz szybki (zm. 1999)
  - Rod Davis, amerykański i nowozelandzki żeglarz sportowy
  - Arne Dokken, norweski piłkarz, trener
  - Pieter Groenewald, południowoafrykański polityk
  - Filippo Patroni Griffi, włoski prawnik, polityk
  - Robert Richardson, amerykań ski operator filmowy
  - Diana Scarwid, amerykańska aktorka
  - Marek Siderek, polski trener narciarstwa
- 1956:
  - Wiesław Janowski, polski urzędnik państwowy, polityk, poseł na Sejm RP
  - Dariusz Kuc, polski operator filmowy (zm. 2012)
  - Alois Lipburger, austriacki skoczek narciarski, trener (zm. 2001)
  - Glen Matlock, brytyjski basista, członek zespołu Sex Pistols
- 1957:
  - Marek Dyduch, polski polityk, poseł na Sejm RP
  - Anna Janko, polska poetka, pisarka, felietonistka, krytyk literacki
  - Jarosław Kweclich, polski malarz, pedagog
  - Tadeusz Sławecki, polski nauczyciel, polityk, poseł na Sejm RP
  - Mirosław Stankiewicz, polski ekonomista, samorządowiec, burmistrz Niemodlina (zm. 2024)
  - Wiljon Vaandrager, holenderska wioślarka
- 1958:
  - Andreas Bielau, niemiecki piłkarz, trener
  - Kathy Hochul, amerykańska polityk, gubernator Nowego Jorku
  - Siergiej Krikalow, rosyjski major, inżynier-mechanik, kosmonauta
  - Eugenijus Maldeikis, litewski ekonomista, polityk
  - Marcos Paquetá, brazylijski trener piłkarski
- 1959:
  - Anna Azari, izraelska dyplomatka
  - Gerhard Berger, austriacki kierowca wyścigowy
  - Frank Duffy, szkocki curler (zm. 2010)
  - Zdzisław Hoffmann, polski lekkoatleta, trójskoczek
  - Peter Mensah, amerykański aktor
  - Mary Miller, amerykańska polityk, kongreswoman
  - Yves Rossy, szwajcarski pilot wojskowy
  - Jeanette Winterson, brytyjska pisarka, feministka
- 1960:
  - Mark Caughey, północnoirlandzki piłkarz
  - Gary Cohn, amerykański bankier
  - Daniel Miehm, kanadyjski duchowny katolicki, biskup Peterborough
  - Tamara Polakowa, ukraińska kolarka szosowa i torowa
  - Małgorzata Prokop-Paczkowska, polska dziennikarka, polityk, poseł na Sejm RP
- 1961:
  - Yolanda Adams, amerykańska piosenkarka
  - Jorge Estrada Solórzano, meksykański duchowny katolicki, biskup Gómez Palacio
  - Tom Ford, amerykański projektant mody, reżyser filmowy
  - Marcus Stock, brytyjski duchowny katolicki, biskup Leeds
  - Piotr Szewc, polski prozaik, eseista, poeta
- 1962:
  - Paulo Bosi Dal’Bó, brazylijski duchowny katolicki, biskup São Mateu
  - Scott Davis, amerykański tenisista
  - Manfred Linzmaier, austriacki piłkarz, trener
  - Jolanta Mielech, polska aktorka
  - Fabrice Poullain, francuski piłkarz
  - Sigurjón Birgir Sigurðsson, islandzki poeta, prozaik
  - Dariusz Stachura, polski śpiewak operowy (tenor)
  - Jānis Straume, łotewski lekarz, polityk, przewodniczący Sejmu (zm. 2024)
  - Sarah Wiener, austriacka kucharka, autorka książek kulinarnych, polityk
- 1963:
  - Jane Brophy, brytyjska działaczka samorządowa, polityk, eurodeputowana
  - Chidi Imoh, nigeryjski lekkoatleta, sprinter
- 1964:
  - Jelena Batałowa, rosyjska narciarka dowolna
  - Paul Bernardo, kanadyjski seryjny morderca
  - Robert Bogue, amerykański aktor
  - Lidia Burzyńska, polska działaczka samorządowa, polityk, poseł na Sejm RP
  - Andrzej Chyra, polski aktor
  - Stephan Elliott, amerykański reżyser i scenarzysta filmowy
  - Lynley Hannen, nowozelandzka wioślarka
  - Puncagijn Süchbat, mongolski zapaśnik (zm. 2015)
- 1965:
  - Andrzej Anusz, polski historyk, polityk, poseł na Sejm RP
  - Matjaž Debelak, słoweński skoczek narciarski
  - E-Type, szwedzki muzyk eurodance
  - Bożena Kamińska, polska polityk, poseł na Sejm RP
  - Ange Postecoglou, australijski piłkarz, trener pochodzenia greckiego
  - Lynn Shelton, amerykańska aktorka, reżyserka, scenarzystka, montażystka i producentka filmowa (zm. 2020)
  - Paulo Silas, brazylijski piłkarz, trener
- 1966:
  - Ewa Bukowska, polska aktorka
  - Jeroen Duyster, holenderski wioślarz, sternik
  - Juhan Parts, estoński polityk, premier Estonii
  - Leonardo Rodríguez, argentyński piłkarz
- 1967:
  - Igor Dobrowolski, rosyjski piłkarz, trener
  - Lázaro Oliveira, angolski piłkarz, trener
  - Bruno Versavel, belgijski piłkarz
- 1968:
  - Alessandra Cappellotto, włoska kolarka szosowa
  - Marcin Czech, polski lekarz, urzędnik państwowy
  - Janusz Hajnos, polski hokeista (zm. 2019)
  - Aldo Martínez, kubański zapaśnik
  - Petar Naumoski, macedoński koszykarz, działacz sportowy
  - Cătălin Predoiu, rumuński prawnik, polityk
  - Luis Tascón, wenezuelski polityk pochodzenia kolumbijskiego (zm. 2010)
- 1969:
  - Eric Bergoust, amerykański narciarz dowolny
  - René Henriksen, duński piłkarz
  - Zygmunt Kukla, polski dyrygent, kompozytor
  - Jean-Cyril Robin, francuski kolarz szosowy
  - Dario Tamburrano, włoski stomatolog, polityk
  - Chandra Wilson, amerykańska aktorka
- 1970:
  - Silvia Ciornei, rumuńska polityk
  - Peter Ebdon, angielski snookerzysta
  - Tony Kanal, amerykański basista, członek zespołu No Doubt
  - Jeff Kenna, irlandzki piłkarz, trener
  - Min Gyeong-gap, południowokoreański zapaśnik
- 1971:
  - Michał Dworczyk, polski aktor
  - Luis Herrera, meksykański tenisista
  - Julian Weigend, austriacki aktor
- 1972:
  - Denise Lewis, brytyjska lekkoatletka, wieloboistka
  - The Great Khali, indyjski wrestler
- 1973:
  - Alaksandr Fiedarowicz, białoruski piłkarz (zm. 2022)
  - Dietmar Hamann, niemiecki piłkarz
  - Paweł Pracownik, polski trójboista siłowy, trener personalny (zm. 2025)
  - Catherine Scott, jamajska lekkoatletka, płotkarka i sprinterka
- 1974:
  - Scott Barron, irlandzki tenisista
  - Peter Chifukwa, malawijski duchowny katolicki, biskup Dedzy
  - Jadwiga Emilewicz, polska polityk, minister przedsiębiorczości i technologii, wicepremier
  - Teofilakt (Kurjanow), rosyjski biskup prawosławny
  - Mark Leonard, brytyjski politolog, publicysta
  - Jimmy Marku, brytyjski kulturysta, strongman pochodzenia albańskiego
  - Riccardo Muccioli, sanmaryński piłkarz
  - Antoni (Puchkan), ukraiński biskup prawosławny
  - Cornelius Udebuluzor, nigeryjski piłkarz
- 1975:
  - Björn Gelotte, szwedzki gitarzysta, kompozytor, członek zespołu In Flames
  - Lisa Hanna, jamajska modelka, zdobywczyni tytułu Miss World
  - Jonny Moseley, amerykański narciarz dowolny
  - Janove Ottesen, norweski muzyk, wokalista, członek zespołu Kaizers Orchestra
- 1976:
  - Sarah Chalke, kanadyjska aktorka
  - Nuno Delgado, portugalski judoka
  - Ewa Leniart, polska prawnik, polityk, wojewoda podkarpacki
  - Gautam Malkani, brytyjski pisarz, dziennikarz
  - Carlos Moyá, hiszpański tenisista
  - Mark Webber, australijski kierowca wyścigowy
  - Ysrael Zúñiga, peruwiański piłkarz
- 1977:
  - Deco, portugalski piłkarz pochodzenia brazylijskiego
  - Massimo Fabbrizi, włoski strzelec sportowy
  - Olga Nazarowa, białoruska biathlonistka
  - Anna Szamowa, rosyjska zapaśniczka
  - Alaksandr Usau, białoruski kolarz szosowy
- 1978:
  - Sebastian Haseney, niemiecki kombinator norweski
  - Susy Kane, brytyjska aktorka, piosenkarka, scenarzystka
  - Franck Queudrue, francuski piłkarz
- 1979:
  - Ole Bischof, niemiecki judoka
  - Nasreddine Kraouche, algierski piłkarz
  - Oliver Kieffer, francuski siatkarz
  - Andrew Lepani, papuaski piłkarz
  - Justine Pasek, panamska modelka, zdobywczyni tytułu Miss Universe pochodzenia polskiego
  - Aaron Paul, amerykański aktor, producent filmowy i telewizyjny
  - Karel Rachůnek, czeski hokeista (zm. 2011)
  - Miguel Tiago, portugalski polityk
- 1980:
  - Airbase, szwedzki producent muzyki elektronicznej
  - Neha Dhupia, indyjska aktorka, modelka
  - Lotu Filipine, tongański rugbysta
  - Kyle Lowder, amerykański aktor
- 1981:
  - Clarissa Chun, amerykańska zapaśniczka pochodzenia chińskiego
  - Israel Rodríguez, hiszpański siatkarz
  - Collin Samuel, trynidadzko-tobagijski piłkarz
- 1982:
  - Duke Dumont, brytyjski didżej, producent muzyczny
  - Ebony Hoffman, amerykańska koszykarka
  - Jewgienij Miedwiediew, rosyjski hokeista
  - Lolita Pille, francuska pisarka
  - Ołeksandr Szeweluchin, ukraiński piłkarz
- 1983:
  - Dżamała, ukraińska piosenkarka
  - Alex da Kid, brytyjski producent muzyczny
  - Ed McKeever, brytyjski kajakarz
  - Fredrik Petersen, szwedzki piłkarz ręczny
  - Felice Piccolo, włoski piłkarz
- 1984:
  - David Bentley, angielski piłkarz
  - Sulley Muntari, ghański piłkarz
  - Hans Olsson, szwedzki narciarz alpejski
  - Aleksandra Pawlak, polska koszykarka
  - Vitali Rəhimov, azerski zapaśnik
- 1985:
  - Kayla Ewell, amerykańska aktorka
  - Nikica Jelavić, chorwacki piłkarz
  - Daniel Küblböck, niemiecki piosenkarz (zm. 2018)
  - André Rankel, niemiecki hokeista
- 1986:
  - Nabil El Zhar, marokański piłkarz
  - Andrés Jiménez, kolumbijski kolarz BMX
  - Sebastian Kurz, austriacki polityk, kanclerz Austrii
  - Nick Leavey, brytyjski lekkoatleta, sprinter
  - Mario, amerykański piosenkarz
- 1987:
  - Jonas Holøs, norweski hokeista
  - Teemu Laakso, fiński hokeista
  - Nyambe Mulenga, zambijski piłkarz
  - Agata Rafałowicz, polska koszykarka
- 1988:
  - Martin Häner, niemiecki hokeista na trawie
  - Alexa Vega, amerykańska aktorka
- 1989:
  - Romain Amalfitano, francuski piłkarz
  - Żaneta Durak, polska koszykarka
  - Jelena Koczniewa, rosyjska piłkarka, bramkarka
  - Dawid Tomala, polski lekkoatleta, chodziarz
- 1990:
  - Tori Bowie, amerykańska lekkoatletka, sprinterka i skoczkini w dal (zm. 2023)
  - Mathias Jänisch, luksemburski piłkarz
  - Luuk de Jong, holenderski piłkarz
  - Trey McKinney-Jones, amerykański koszykarz
  - Taylor Mitchell, kanadyjska piosenkarka folkowa (zm. 2009)
  - Loïc Pietri, francuski judoka
  - Soluna Samay, duńska piosenkarka pochodzenia niemiecko-szwajcarskiego
  - Polen Ünver, turecka siatkarka
- 1991:
  - Lisa Darmanin, australijska żeglarka sportowa
  - Monika Hojnisz-Staręga, polska biathlonistka
  - Paula Mazurek, polska piłkarka ręczna
  - Remy McBain, portorykańska siatkarka
  - Bojan Najdenow, macedoński piłkarz
- 1992:
  - Damian Dąbrowski, polski piłkarz
  - A.J. Hammons, amerykański koszykarz
  - Blake Jenner, amerykański aktor, piosenkarz
  - Stefan Lainer, austriacki piłkarz
  - Kim Petras, niemiecka piosenkarka
  - Daniel Ståhl, szwedzki lekkoatleta, dyskobol
  - Tatjana Stieciuk, rosyjska lekkoatletka, tyczkarka
- 1993:
  - Mikołaj Jędruszczak, polski tenisista, trener
  - Olivier Le Gac, francuski kolarz szosowy
  - Darja Zawidna, ukraińska koszykarka
  - Steven Zierk, amerykański szachista
- 1994:
  - Ellar Coltrane, amerykański aktor
  - Breanna Stewart, amerykańska koszykarka
  - Domenic Weinstein, niemiecki kolarz torowy i szosowy
- 1995:
  - Adam Örn Arnarson, islandzki piłkarz
  - Siergiej Sirotkin, rosyjski kierowca wyścigowy
  - Smolasty, polski piosenkarz, raper, producent muzyczny
- 1996:
  - Wang Jianan, chiński lekkoatleta, skoczek w dal
  - Ariana Washington, amerykańska lekkoatletka, sprinterka
- 1997:
  - Yukako Kawai, japońska zapaśniczka
  - Lucas Paquetá, brazylijski piłkarz
- 1998:
  - Erika Brown, amerykańska pływaczka
  - Robin Hack, niemiecki piłkarz
  - Kevin Huerter, amerykański koszykarz
- 1999:
  - Jared Rhoden, amerykański koszykarz
  - Gleb Smołkin, rosyjski łyżwiarz figurowy
  - Mile Svilar, belgijski piłkarz, bramkarz pochodzenia serbskiego
- 2001:
  - Malcolm Cazalon, francuski koszykarz
  - Oliwia Szperkowska, polska piłkarka, bramkarka
  - Franz Wagner, niemiecki koszykarz
- 2002:
  - Marco Brenner, niemiecki kolarz szosowy
  - Igor Milicić junior, polski koszykarz pochodzenia chorwackiego
- 2003 – Alexis Lebrun, francuski tenisista stołowy
- 2004 – Hena Kurtagić, serbska siatkarka

## Zmarli
- 387 – Monika, włoska święta (ur. ok. 332)
- 542 – Cezary z Arles, mnich, biskup, święty (ur. 470/71)
- 827 – Eugeniusz II, papież (ur. ?)
- 858 – Montoku, cesarz Japonii (ur. 827)
- 1146 – Eryk III Jagnię, król Danii (ur. ok. 1120)
- 1208 – Irena Angelina, królowa sycylijska i niemiecka (ur. ?)
- 1312 – Artur II, książę Bretanii (ur. 1262)
- 1394 – Chōkei, cesarz Japonii (ur. 1343)
- 1459 – Jaime z Portugalii, portugalski kardynał (ur. 1433)
- 1495 – Maria Branković, markiza Montferratu (ur. 1466)
- 1506 – Vincenzo Bandello, włoski dominikanin, generał zakonu, teolog, inkwizytor (ur. 1435)
- 1521 – Josquin des Prés, flamandzki kompozytor, śpiewak (ur. 1450–1455)
- 1522 – (lub 28 sierpnia) Giovanni Antonio Amadeo, włoski architekt, rzeźbiarz (ur. 1447)
- 1523 – Domenico Grimani, włoski kardynał (ur. 1461)
- 1545 – Piotr Gamrat, polski duchowny katolicki, arcybiskup gnieźnieński i prymas Polski (ur. 1487)
- 1572 – Claude Goudimel, francuski kompozytor (ur. ok. 1514)
- 1574 – Bartolomeo Eustachi, włoski anatom (ur. 1500 lub 1510)
- 1576 – Tycjan, włoski malarz (ur. ok. 1488 lub 90)
- 1590 – Sykstus V, papież (ur. 1521)
- 1600 – Pedro de Deza, hiszpański kardynał, inkwizytor (ur. 1520)
- 1611 – Tomás Luis de Victoria, hiszpański kompozytor (ur. 1548)
- 1617 – Júr Tesák Mošovský, słowacki duchowny utrakwistyczny, prozaik, dramaturg (ur. ok. 1545)
- 1618 – Albrecht Fryderyk Hohenzollern, książę Prus (ur. 1553)
- 1626 – Francesco Maria Bourbon del Monte, włoski kardynał (ur. 1549)
- 1629 – Adam z Wągrowca, polski cysters, organista, kompozytor (ur. ?)
- 1630 – Hendrick de Clerck, flamandzki malarz (ur. ok. 1560)
- 1635 – Lope de Vega, hiszpański dramatopisarz (ur. 1562)
- 1646 – Otto Abraham von Dohna, władca sycowskiego wolnego państwa stanowego (ur. ?)
- 1664 – Francisco de Zurbarán, hiszpański malarz (ur. 1598)
- 1679 – Dawid Lewis, angielski jezuita, męczennik, święty (ur. 1617)
- 1681 – Wilhelm Krzysztof, landgraf Hesji-Homburg (ur. 1625)
- 1727 – Aert Gelder, holenderski malarz, rysownik (ur. 1645)
- 1748 – James Thomson, brytyjski poeta, dramaturg, librecista (ur. 1700)
- 1758 – Maria Barbara, infantka portugalska, królowa hiszpańska (ur. 1711)
- 1773 – Friedrich Wilhelm von Seydlitz, pruski generał (ur. 1721)
- 1782 – John Laurens, amerykański podpułkownik, polityk (ur. 1754)
- 1807 – Guido Calcagnini, włoski duchowny katolicki, arcybiskup ad personam Osimo, nuncjusz apostolski, kardynał (ur. 1725)
- 1823 – Szczepan Hołowczyc, polski duchowny katolicki, arcybiskup warszawski i prymas Królestwa Polskiego (ur. 1741)
- 1825 – Lucretia Maria Davidson, amerykańska poetka (ur. 1808)
- 1830:
  - Ludwik Henryk Burbon, książę de Condé (ur. 1756)
  - Louis Philippe de Ségur, francuski hrabia, polityk, dyplomata (ur. 1753)
- 1846 – Franciszek Ścigalski, polski kompozytor, dyrygent, skrzypek (ur. 1782)
- 1849 – Dominik od Matki Bożej, włoski pasjonista, błogosławiony (ur. 1792)
- 1857 – Rufus Wilmot Griswold, amerykański dziennikarz, wydawca, antologista, krytyk literacki, poeta (ur. 1815)
- 1865 – Józef Nowakowski, polski pianista, kompozytor, pedagog (ur. 1800)
- 1870 – Tomasz Andrzej Łubieński, polski generał, przedsiębiorca, ziemianin, uczestnik powstania listopadowego (ur. 1784)
- 1872 – Václav Treitz, czeski patolog, wykładowca akademicki (ur. 1819)
- 1873 – Eustachy Tyszkiewicz, polski archeolog, historyk, kolekcjoner (ur. 1814)
- 1874:
  - John Henry Foley, irlandzki rzeźbiarz (ur. 1818)
  - Eustachy Januszkiewicz, polski pisarz, wydawca, publicysta, księgarz (ur. 1805)
- 1878:
  - Ludwik Bystrzonowski, polski szlachcic, dowódca wojskowy, działacz emigracyjny (ur. 1797)
  - Józef Oziębłowski, polski litograf (ur. 1805)
- 1879 – Rowland Hill, brytyjski nauczyciel, pomysłodawca wprowadzenia do obiegu znaczków pocztowych (ur. 1795)
- 1882 – Thomas Berkeley, brytyjski arystokrata, polityk (ur. 1796)
- 1891 – John Owen Dominis, książę małżonek Hawajów (ur. 1832)
- 1896:
  - Henryk Stroka, polski pisarz, pedagog, uczestnik powstania styczniowego (ur. 1839)
  - Edgar Wilkinson, angielski rugbysta (ur. 1863)
- 1901 – Rudolf Haym, niemiecki historyk filozofii i literatury, wykładowca akademicki (ur. 1821)
- 1905 – Amalia del Pilar Burbon, infantka hiszpańska (ur. 1834)
- 1906 – Max Lewandowsky, niemiecki kompozytor, dyrygent pochodzenia żydowskiego (ur. 1874)
- 1907 – Antoni Julian Mierzyński, polski filolog, religioznawca, wykładowca akademicki (ur. 1829)
- 1908:
  - Thorvald Bindesboell, duński architekt, grafik (ur. 1846)
  - Donald Jowett, angielski rugbysta (ur. 1866)
- 1910 – Władysław Dybowski, polski biolog, wykładowca akademicki (ur. 1838)
- 1914:
  - Eugen von Böhm-Bawerk, austriacki ekonomista, wykładowca akademicki (ur. 1851)
  - Władysław Gubrynowicz, polski księgarz, wydawca, działacz gospodarczy i społeczny (ur. 1836)
- 1915 – Antoni Klemens Fertner, polski działacz społeczny i sportowy (ur. 1849)
- 1916:
  - Napoléon Bourassa, kanadyjski malarz, pisarz, rzeźbiarz, architekt (ur. 1827)
  - Petar Kočić, serbski pisarz, polityk (ur. 1877)
- 1917 – Ion Grămadă, rumuński pisarz, dziennikarz, historyk (ur. 1886)
- 1918 – Bazyli (Bogojawleński), rosyjski biskup prawosławny, nowomęczennik (ur. 1867)
- 1919:
  - Louis Botha, południowoafrykański wojskowy, polityk, premier Związku Południowej Afryki (ur. 1862)
  - Zofia Seidlerowa, polska publicystka, tłumaczka, redaktorka (ur. 1859)
- 1922 – Kazimierz Łączyński, polski pułkownik kawalerii (ur. 1956)
- 1923:
  - Georges de la Chapelle, francuski tenisista (ur. 1868)
  - Enrico Tellini, włoski generał, polityk (ur. 1871)
- 1924 – Stanisław Smolka, polski historyk, wykładowca akademicki (ur. 1854)
- 1925:
  - Isaj Churgin, ukraiński i radziecki działacz państwowy i gospodarczy, dyplomata pochodzenia żydowskiego (ur. 1887)
  - Marian Gidlewski, polski lekarz, generał brygady (ur. 1860)
  - Efraim Sklanski, radziecki dowódca wojskowy (ur. 1892)
- 1926 – Wilhelm Stumpf, niemiecki malarz, ilustrator (ur. 1873)
- 1928:
  - Marie Émile Fayolle, francuski generał dywizji, marszałek Francji (ur. 1852)
  - Emil Tarłowski, polski generał w służbie austro-węgierskiej (ur. 1856)
- 1929 – Herman Potočnik, słoweński inżynier, pionier astronautyki (ur. 1892)
- 1930 – Walenty Azarewicz, polski podporucznik obserwator (ur. 1901)
- 1931 – Gunnar Tallberg, fiński żeglarz sportowy (ur. 1881)
- 1933:
  - Georges Hayem, francuski internista (ur. 1841)
  - Horst von Waldthausen, szwajcarski kierowca wyścigowy (ur. 1907)
- 1934:
  - Wilhelm Berkelhammer, polski dziennikarz, działacz syjonistyczny pochodzenia żydowskiego (ur. 1889)
  - Dumitru Hubert, rumuński pilot wojskowy, bobsleista (ur. 1899)
- 1935:
  - Max Glauer, niemiecki artysta fotograf (ur. 1867)
  - Childe Hassam, amerykański malarz (ur. 1859)
- 1936:
  - George H. Dern, amerykański polityk (ur. 1872)
  - Ferdynand González Añón, hiszpański duchowny katolicki, męczennik, błogosławiony (ur. 1886)
  - Rajmund Marcin Soriano, hiszpański duchowny katolicki, męczennik, błogosławiony (ur. 1902)
- 1937 – Walter Rothschild, brytyjski baron, bankier, zoolog, polityk pochodzenia żydowskiego (ur. 1868)
- 1940 – Józef Korol, polski urzędnik, działacz narodowy, komendant Okręgu Śląskiego ZWZ (ur. 1900)
- 1941 – Michaił Dawydow, radziecki funjcjonariusz służb specjalnych, polityk (ur. 1899)
- 1942:
  - Marian Bełc, polski podporucznik pilot (ur. 1914)
  - Camillo Perini, włoski pułkownik pilot w służbie polskiej (ur. 1887)
  - Wojciech Skuza, polski poeta, prozaik, publicysta (ur. 1908)
- 1943:
  - Constantin Prezan, rumuński dowódca wojskowy (ur. 1861)
  - Stanisław Rokicki, polski działacz komunistyczny (ur. 1908)
- 1944 – Polegli w powstaniu warszawskim:
  - Marian Buczyński, polski żołnierz AK (ur. 1921)
  - Wiktor Dobrzański, polski kapitan (ur. 1906)
  - Henryk Humięcki, polski żołnierz AK (ur. 1920)
  - Jan Przasnek, polski żołnierz AK (ur. 1921)
  - Zdzisław Sadowski, polski żołnierz AK (ur. 1915)
  - Rafał Sekel, polski żołnierz AK (ur. 1925)
  - Janusz Jerzy Sobolewski, polski podporucznik, żołnierz AK (ur. 1921)
- 1945 – Maria Pilar Izquierdo Albero, hiszpańska zakonnica, błogosławiona (ur. 1906)
- 1946 – Julia Kratowska, polska działaczka niepodległościowa, społeczna i oświatowa, polityk, senator RP (ur. 1870)
- 1948:
  - Charles Evans Hughes, amerykański prawnik, polityk, sekretarz stanu, prezes Sądu Najwyższego (ur. 1862)
  - Paschal Charles Robinson, irlandzki duchowny katolicki, arcybiskup, nuncjusz apostolski (ur. 1870)
- 1949:
  - Marian Borowiec, polski duchowny katolicki, polityk, poseł na Sejm Ustawodawczy (ur. 1891)
  - Zygmunt Jezierski, polski porucznik NSZ (ur. 1925)
  - Art Johnson, amerykański kierowca wyścigowy (ur. 1888)
  - Shōen Uemura, japońska malarka (ur. 1875)
- 1950 – Cesare Pavese, włoski poeta, tłumacz (ur. 1908)
- 1952:
  - Ireneusz (Đorđević), serbski biskup prawosławny (ur. 1894)
  - Krystjo Sarafow, bułgarski aktor (ur. 1876)
- 1955 – Joachim Wach, niemiecki socjolog, religioznawca (ur. 1898)
- 1957 – Leonard Piskorski, polski białoskórnik (ur. 1883)
- 1958:
  - Johannes Gronowski, niemiecki polityk (ur. 1874)
  - Ernest Lawrence, amerykański fizyk, laureat Nagrody Nobla (ur. 1901)
- 1959 – Albin Żabiński, polski prawnik, ekonomista, wykładowca akademicki (ur. 1883)
- 1961:
  - Georges de Jonghe d’Ardoye, belgijski duchowny katolicki, arcybiskup, nuncjusz apostolski (ur. 1887)
  - Carl Ringvold, norweski żeglarz sportowy (ur. 1902)
- 1962:
  - Jirmejahu Halperin, izraelski działacz społeczny i polityczny (ur. 1901)
  - Pēteris Oliņš, łotewski urzędnik państwowy, dyplomata (ur. 1890)
  - Enrique Shaw, argentyński przedsiębiorca, Sługa Boży (ur. 1921)
- 1963:
  - W.E.B. Du Bois, amerykański pisarz, socjolog, działacz społeczny (ur. 1868)
  - Adolf Falkowski, polski psychiatra (ur. 1886)
  - Jan Noskiewicz, polski zoolog, entomolog, zoogeograf (ur. 1890)
  - Andrzej Pluciński, polski koszykarz (ur. 1915)
- 1964 – Gracie Allen, amerykańska aktorka (ur. 1895)
- 1965:
  - Le Corbusier, francuski architekt, urbanista pochodzenia szwajcarskiego (ur. 1887)
  - Daniel (Juźwiuk), rosyjski biskup prawosławny (ur. 1880)
- 1966:
  - Bolesław Gutowski, polski fizjolog (ur. 1888)
  - Zbigniew Rawicz, polski piosenkarz (ur. 1912)
- 1967:
  - Henri-Georges Adam, francuski rzeźbiarz, grafik (ur. 1904)
  - Brian Epstein, brytyjski menedżer muzyczny pochodzenia żydowskiego (ur. 1934)
  - Väinö Kokkinen, fiński zapaśnik (ur. 1899)
- 1968:
  - Robert Z. Leonard, amerykański aktor, reżyser, scenarzysta i producent filmowy (ur. 1889)
  - Maryna, księżna Kentu (ur. 1906)
- 1969 – Erika Mann, niemiecka pisarka, aktorka (ur. 1905)
- 1970:
  - Henrikas Radauskas, litewski poeta, prozaik (ur. 1910)
  - Siergiej Winogradow, radziecki polityk, dyplomata (ur. 1907)
- 1971:
  - Margaret Bourke-White, amerykańska fotoreporterka (ur. 1904)
  - Bennett Cerf, amerykański wydawca (ur. 1898)
- 1972 – Angelo Dell’Acqua, włoski kardynał (ur. 1903)
- 1974 – Otto Strasser, niemiecki polityk nazistowski (ur. 1897)
- 1975:
  - Donald Cleland, australijski wojskowy, polityk (ur. 1901)
  - Gyula Komarnicki, węgierski taternik, autor przewodników turystycznych pochodzenia polskiego (ur. 1885)
  - Hajle Syllasje I, ostatni cesarz Etiopii (ur. 1892)
  - Franjo Šoštarić, chorwacki piłkarz, bramkarz (ur. 1919)
- 1976 – Wanda Szmielew, polska matematyk (ur. 1918)
- 1977 – Joanna Keller-Michalik, polska aktorka, pisarka (ur. 1935)
- 1978:
  - Stanisław Baranowski, polski glacjolog, klimatolog, badacz polarny (ur. 1935)
  - Gordon Matta-Clark, amerykański artysta (ur. 1943)
- 1979:
  - Louis Mountbatten, brytyjski admirał floty, polityk, wicekról Indii (ur. 1900)
  - William Spear, amerykański kierowca wyścigowy (ur. 1916)
  - Bolesław Szabelski, polski kompozytor, organista, pedagog (ur. 1896)
- 1980:
  - Ewa Adamska, polska aktorka (ur. 1949)
  - Ehud Awri’el, izraelski dyplomata, polityk (ur. 1917)
  - Emerich Polák, czeski chirurg, wykładowca akademicki (ur. 1901)
  - Michał Słowik-Dzwon, polski poeta, dramaturg (ur. 1907)
- 1981:
  - Walerij Charłamow, radziecki hokeista (ur. 1948)
  - Henryk Iwaniszewski, polski astronom (ur. 1922)
- 1982:
  - Anandamaji Ma, indyjska jogini (ur. 1896)
  - Hilary Szpajda, polski pułkownik (ur. 1925)
- 1983 – Bruno Zborowski, polski architekt, konserwator zabytków, pedagog (ur. 1888)
- 1985 – John Albrechtson, szwedzki żeglarz sportowy (ur. 1936)
- 1986 – Krzysztof Winiewicz, polski operator filmowy (ur. 1933)
- 1988 – William Sargant, brytyjski psychiatra (ur. 1907)
- 1989 – Luis dos Santos Luz, brazylijski piłkarz (ur. 1909)
- 1990 – Stevie Ray Vaughan, amerykański gitarzysta, członek zespołu Double Trouble (ur. 1954)
- 1991:
  - Piet van Boxtel, holenderski piłkarz (ur. 1902)
  - German, serbski biskup prawosławny, patriarcha Serbii (ur. 1899)
  - Majk Naumienko, rosyjski wokalista, gitarzysta, kompozytor, członek zespołu Zoopark, poeta, prozaik (ur. 1955)
- 1992:
  - Peter Jørgensen, duński bokser (ur. 1907)
  - Max Stiepl, austriacki łyżwiarz szybki (ur. 1914)
- 1993:
  - Kiejstut Bacewicz, polski pianista, kompozytor, pedagog (ur. 1904)
  - Kazimierz Bieńkowski, polski rzeźbiarz (ur. 1907)
  - José Marante, argentyński piłkarz (ur. 1915)
- 1994 – Zasław Malicki, polski architekt, urbanista (ur. 1908)
- 1995:
  - Mary Beth Hughes, amerykańska aktorka (ur. 1919)
  - Václav Ježek, słowacki piłkarz, trener (ur. 1923)
- 1996 – Agnieszka Kotlarska, polska modelka, zdobywczyni tytułów Miss Polski i Miss International (ur. 1972)
- 1997:
  - Sally Blane, amerykańska aktorka (ur. 1910)
  - Leszek Krzemień, polski generał brygady (ur. 1905)
  - Antoni Mierzwiński, polski polityk (ur. 1915)
- 1999:
  - Hélder Câmara, brazylijski duchowny katolicki, arcybiskup Olindy i Recife (ur. 1909)
  - Aleksander Matejko, polski socjolog (ur. 1924)
- 2000:
  - Zofia Kierszys, polska tłumaczka (ur. 1921)
  - Zbigniew Neugebauer, polski dziennikarz, pisarz, kapitan pilot Polskich Sił Powietrznych na Zachodzie (ur. 1923)
- 2001 – Witold Krzemieński, polski kompozytor, dyrygent (ur. 1909)
- 2002:
  - Nándor Gion, węgierski pisarz (ur. 1941)
  - Giovanni Motzo, włoski prawnik, wykładowca akademicki, polityk (ur. 1930)
  - Crew Stoneley, brytyjski lekkoatleta, sprinter (ur. 1911)
- 2003 – Pierre Poujade, francuski polityk (ur. 1920)
- 2004:
  - Jack Baxter, australijski rugbysta (ur. 1920)
  - Gottlieb Göller, niemiecki piłkarz, trener (ur. 1935)
  - Maciej Próchnicki, polski perkusista, członek zespołu Golden Life (ur. 1961)
- 2005 – Jorgos Muzakis, grecki kompozytor (ur. 1922)
- 2006:
  - Juan Ignacio Larrea Holguín, ekwadorski duchowny katolicki, arcybiskup Guayaquil, prawnik (ur. 1927)
  - Jesse Pintado, meksykański gitarzysta, członek zespołów: Terrorizer, Napalm Death i Lock Up (ur. 1969)
- 2007:
  - Tadeusz Grzesło, polski pedagog, harcmistrz ZHP, porucznik, żołnierz AK (ur. 1919)
  - Richard T. Heffron, amerykański reżyser filmowy (ur. 1930)
- 2008 – Del Martin, amerykańska dziennikarka (ur. 1921)
- 2009:
  - Dave Laut, amerykański lekkoatleta, kulomiot (ur. 1956)
  - Siergiej Michałkow, rosyjski poeta (ur. 1913)
- 2010 – Anton Geesink, holenderski judoka (ur. 1934)
- 2011:
  - Eve Brent, amerykańska aktorka (ur. 1929)
  - Danuta Chudzianka, polska aktorka (ur. 1941)
  - Stetson Kennedy, amerykański dziennikarz, pisarz, obrońca praw człowieka (ur. 1916)
- 2012:
  - Art Heyman, amerykański koszykarz pochodzenia żydowskiego (ur. 1941)
  - Ivica Horvat, chorwacki piłkarz, trener (ur. 1926)
  - Jerzy Szpunar, polski aktor (ur. 1927)
- 2013:
  - Zelmo Beaty, amerykański koszykarz (ur. 1939)
  - Anatolij Onoprijenko, ukraiński seryjny morderca (ur. 1959)
- 2014 – Sława Kwaśniewska, polska aktorka (ur. 1928)
- 2015:
  - Darryl Dawkins, amerykański koszykarz, trener (ur. 1957)
  - Józef Wesołowski, polski duchowny katolicki, arcybiskup tytularny, nuncjusz apostolski, delegat papieski (ur. 1948)
  - Roman Wierzbicki, polski rolnik, związkowiec, polityk, poseł na Sejm i senator RP (ur. 1937)
- 2016:
  - Alcindo, brazylijski piłkarz (ur. 1945)
  - Władysław Szczepucha, polski generał brygady (ur. 1919)
- 2017:
  - Roman Giedrojć, polski polityk, urzędnik państwowy, główny inspektor pracy, poseł na Sejm RP (ur. 1950)
  - Maurice Marie-Sainte, francuski duchowny katolicki, arcybiskup Fort-de-France (ur. 1928)
  - Maria Szypowska, polska pisarka, działaczka społeczna, aktywistka PRON-u (ur. 1929)
- 2018:
  - Ron Newman, angielski piłkarz, trener (ur. 1936)
  - Józef Semik, polski nadinspektor Policji, urzędnik państwowy (ur. 1949)
- 2019:
  - Dawda Kairaba Jawara, gambijski weterynarz, polityk, premier i prezydent Gambii (ur. 1924)
  - Jigal Kohen-Orgad, izraelski ekonomista, polityk, minister finansów (ur. 1937)
  - Dominik Płócienniczak, polski piłkarz ręczny (ur. 1985)
  - Antoni Szram, polski historyk sztuki, konserwator zabytków, muzealnik, publicysta (ur. 1941)
- 2021:
  - Stjepan Babić, chorwacki językoznawca (ur. 1925)
  - Jan Borkowski, polski dziennikarz muzyczny (ur. 1934)
  - Edmond H. Fischer, amerykański biochemik, laureat Nagrody Nobla (ur. 1920)
  - Fanas Salimow, kazachski piłkarz, trener i sędzia piłkarski (ur. 1964)
- 2022:
  - Tadeusz Ferenc, polski polityk, samorządowiec, poseł na Sejm RP, prezydent Rzeszowa (ur. 1940)
  - Bolko Hochberg von Pless, niemiecki arystokrata, książę pszczyński (ur. 1936)
  - Rena Mirecka, polska aktorka (ur. 1934)
  - Józef Skowyra, polski polityk, poseł na Sejm RP (ur. 1941)
  - Milutin Šoškić, serbski piłkarz (ur. 1937)
- 2023:
  - Maurice Fréchard, francuski duchowny katolicki, arcybiskup Auch (ur. 1928)
  - Alojz Rakús, słowacki psychiatra, wykładowca akademicki, polityk, minister zdrowia (ur. 1947)
  - Don Sundquist, amerykański polityk, gubernator Tennessee (ur. 1936)
- 2024:
  - Juan Izquierdo, urugwajski piłkarz (ur. 1997)
  - Rena Rolska, polska piosenkarka (ur. 1932)